# Chérisy
Chérisy és un municipi francès situat al departament del Pas de Calais i a la regió dels Alts de França. L'any 2007 tenia 253 habitants.

## Demografia

### Població
El 2007 la població de fet de Chérisy era de 253 persones. Hi havia 96 famílies de les quals 24 eren unipersonals (8 homes vivint sols i 16 dones vivint soles), 28 parelles sense fills i 44 parelles amb fills.
La població ha evolucionat segons el següent gràfic:
Habitants censats

### Habitatges
El 2007 hi havia 101 habitatges, 96 eren l'habitatge principal de la família, 1 era una segona residència i 4 estaven desocupats. 99 eren cases i 2 eren apartaments. Dels 96 habitatges principals, 85 estaven ocupats pels seus propietaris i 11 estaven llogats i ocupats pels llogaters; 6 tenien tres cambres, 20 en tenien quatre i 70 en tenien cinc o més. 88 habitatges disposaven pel capbaix d'una plaça de pàrquing. A 36 habitatges hi havia un automòbil i a 52 n'hi havia dos o més.

### Piràmide de població
La piràmide de població per edats i sexe el 2009 era:
| Homes | Edats   | Dones |
| ----- | ------- | ----- |
| 0     | 95 o +  | 0     |
| 0     | 90 a 94 | 8     |
| 0     | 85 a 89 | 0     |
| 0     | 80 a 84 | 0     |
| 0     | 75 a 79 | 4     |
| 4     | 70 a 74 | 4     |
| 8     | 65 a 69 | 12    |
| 8     | 60 a 64 | 0     |
| 0     | 55 a 59 | 4     |
| 8     | 50 a 54 | 8     |
| 0     | 45 a 49 | 8     |
| 16    | 40 a 44 | 8     |
| 8     | 35 a 39 | 12    |
| 8     | 30 a 34 | 8     |
| 16    | 25 a 29 | 4     |
| 0     | 20 a 24 | 8     |
| 8     | 15 a 19 | 8     |
| 4     | 10 a 14 | 12    |
| 12    | 5 a 9   | 8     |
| 4     | 0 a 4   | 8     |

## Economia
El 2007 la població en edat de treballar era de 158 persones, 125 eren actives i 33 eren inactives. De les 125 persones actives 118 estaven ocupades (62 homes i 56 dones) i 7 estaven aturades (2 homes i 5 dones). De les 33 persones inactives 10 estaven jubilades, 15 estaven estudiant i 8 estaven classificades com a «altres inactius».

### Ingressos
El 2009 a Chérisy hi havia 101 unitats fiscals que integraven 275 persones, la mediana anual d'ingressos fiscals per persona era de 20.525 €.

### Activitats econòmiques
L'únic establiment que hi havia el 2007 era d'una empresa de serveis.
L'any 2000 a Chérisy hi havia 9 explotacions agrícoles.

## Equipaments sanitaris i escolars
El 2009 hi havia una escola elemental integrada dins d'un grup escolar amb les comunes properes formant una escola dispersa.

## Poblacions més properes
El següent diagrama mostra les poblacions més properes.